# Воскресный водитель
Воскресный водитель (англ. Sunday Driver) — американский документальный фильм 2005 года режиссёра Кэрол Стронг, повествующий о клубе Majestics, являющийся старейшем калифорнийском клубом, состоящим из чернокожих лоурайдеров, первоначально основанном в Комптоне, Калифорния. Благодаря подробным и откровенным интервью, которые были записаны во время общения с клубом, фильм даёт откровенный взгляд на образ жизни в Южной Калифорнии.
Документальный фильм в настоящее время доступен как часть специального выпуска к компьютерной игре Grand Theft Auto: San Andreas от Rockstar Games.

## Сюжет
Общедоступный документальный фильм о людях, ведущих такой образ жизни и ответственных за мастерство, стоящее за низкой ездой, фильм это невероятный портрет сообщества, работающего вместе над созданием идеальных индивидуальных транспортных средств, борясь за то, чтобы узаконить свой образ жизни под пристальным вниманием полицейских. Откровенно взглянув на парней, стоящих за хромом, фильм раскрывает истоки клуба, описывая в интервью, что на самом деле значит быть Majestic. Стремясь создать видение идеального модифицированного автомобиля, Majestics объединяются, как никакое другое сообщество, чтобы помочь друг другу реализовать свои мечты.

## Производство
21 сентября 2005 года компания Rockstar Games сообщила о скором выходе документального фильма о лоурайдинге. Представитель компании Сэм Хаузер сообщил что фильм будет «передовым» и «бескомпромисным». В интервью телеканалу MTV режиссёр Кэрол Стронг сообщила что вела хроника банды Majestics около 10 лет. В том же интервью Стронг отметила, что познакомилась с представителями компании Rockstar Games через друзей на коктейльной вечеринке. Выпуск фильма состоялся вместе с выпуском игры Grand Theft Auto: San Andreas для PlayStation 2, чуть позже в том же году, фильм вышел на универсальном медиа-диске для PlayStation Portable.

## Критика
Крис Карл из IGN обозревая дополнительный материал к игре Grand Theft Auto: San Andreas, назвал фильм интересным, однако затянутым. Отметив что фильм подходит любителям лоурайдинга.
Френе Вен с сайта Cinema Magazine, поставил фильму 1,5 балла из 5, назвав его бессвязной историей, которая должна рассказывать о лоурайдерах, однако по больше части фильм стал автобиографией одного гангстера.
Брайан Гибсон из Film School Rejects также отметил что фильм по сути является экслюзивом для автолюбителей и обычного зрителя не может ничем зацепить.
Уилл Харрис из Bullz-Eye отметил что фильм представлен больше для автолюбителей, чем для обычного зрителя.
Сайт DVD-Talk порекомендовал фильм.